# Die vier Brummers
 (août 2017).
Si vous disposez d'ouvrages ou d'articles de référence ou si vous connaissez des sites web de qualité traitant du thème abordé ici, merci de compléter l'article en donnant les références utiles à sa vérifiabilité et en les liant à la section « Notes et références ».
Die vier Brummers (en français, Les Quatre Mouches) est un groupe vocal humoristique de Dresde.

## Histoire
Les membres du quatuor vocal se rencontrent au Staatsoperette Dresden. Le directeur, Otto Bochmann, avait donné la suggestion de former un tel quatuor : Au Giftspritze, un cabaret humoristique, commencent en 1950 Wolfgang Roeder (technicien de scène puis comédien), Erich Weber (choriste et soliste depuis 1945), Eberhard Keyn (danseur soliste et accordéoniste) et Johannes Frenzel (également choriste). La nomination et la fondation officielle sont décidés à la fin de l'année. On les entend à la radio en 1952 et à la télévision en 1953. En 1955, les quatre hommes quittent le Staatsoperette Dresden. Jusqu'à la dissolution du quatuor en 1977, ils donnent 6 673 représentations avec, comme devise, « Dites-le avec un sourire, mais dites-le ».
Wolfgang Roeder écrit les paroles. Les quatre membres chantent, Frenzel joue de la huitare, Keyn de l'accordéon et Weber de la contrebasse. Avec la chanteuse de yodel Susi Schuster, ils enregistrent In the Mood et Siebentausend Rinder, une reprise de Peter Hinnen. En 1960, ils font une tournée avec l'humoriste Leni Statz. Ils apparaissaient toujours en quatre costumes identiques. Ils apparaissent au cinéma, dans Silvesterpunsch ou Nelken in Aspik.
En 1977, Wolfgang Roeder écrit Dynamo, Dynamo wird niemals untergehn qui sera l'hymne du SG Dynamo Dresde dans les années 1980. Eberhard Keyn meurt d'un cancer en 1977 ; le groupe se dissout comme il en avait convenu lors de sa formation. Johannes Frenzel meurt en 1992, Wolfgang Roeder en 1993 et Erich Weber en 2016.

## Discographie
Albums
- 1989 : Die vier Brummers / Hemmann-Quintett (Amiga)

Singles
- 1960 : Das Lied von den Handwerkern / Das Lied vom Urlaubsschiff (Amiga)
- 1965 : In the Mood
- 1965 : Siebentausend Rinder

Compilations
- 1967 : Siebentausend Rinder sur Amiga-Express 1964 (Amiga)
- 1978 : Quodlibet vom Wetter sur Heiter und so weiter (Litera)

## Source de la traduction
- (de) Cet article est partiellement ou en totalité issu de l’article de Wikipédia en allemand intitulé « Die vier Brummers » (voir la liste des auteurs).